# Eudactylina vilelai
Eudactylina vilelai is een eenoogkreeftjessoort uit de familie van de Eudactylinidae. De wetenschappelijke naam van de soort is voor het eerst geldig gepubliceerd in 1956 door Nuñes-Ruivo.